# Nejc Zaplotnik
Jernej Zaplotnik, detto Nejc (Kranj, 15 aprile 1952 – Manaslu, 24 aprile 1983), è stato un alpinista, sciatore e scrittore sloveno.

## Biografia
Frequenta le scuole elementari e superiori (1967–1971) a Kranj e successivamente studia psicologia a Lubiana laureandosi nel 1983, poco prima della sua scomparsa. 
Si dedica all'alpinismo a partire dal 1969 e presto inizia a venire considerato uno degli alpinisti sloveni di maggior successo della sua generazione. Nel corso della sua carriera alpinistica arriverà a completare oltre 350 ascensioni di tutti i livelli di difficoltà in Europa, Africa e Nord America, tra cui più di 30 nuove vie aperte in patria e all'estero, alcune impegnative ripetizioni invernali e diverse discese estreme con gli sci. Ha raggiunto la cima di tre diversi Ottomila: il Makalu (1975), il Gasherbrum (1977) e l'Everest (1979), sempre su nuove vie.
Si afferma come organizzatore e mentore dei giovani scalatori sloveni e dal 1970 collabora alle operazioni del Soccorso alpino jugoslavo; nel 1979 partecipa in qualità di istruttore ad un corso per guide alpine in Nepal.
Dal 1972 pubblica una serie di articoli e reportage sull'arrampicata in Planinski vestnik (il bollettino del Club Alpino Sloveno), oltre che in altre riviste specializzate. Nel 1981 pubblica il libro Pot (La Via), oggi considerato un classico della letteratura di montagna in lingua slovena e che raccoglie gran parte dei suoi pensieri e delle sue annotazioni scritte nel corso delle sue avventure alpinistiche.
Muore travolto da una slavina sul Manaslu insieme al compagno Ante Bucan durante il tentativo di apertura di una nuova via sulla cresta sud.